# Jean Blondel
Jean Blondel, född 26 oktober 1929 i Toulon i Var, död 25 december 2022 i London, var en fransk statsvetare som inriktade sig på jämförande studier. Han var professor emeritus vid European University Institute i Florens och gästprofessor i Siena.
Blondel hade examen från Institut d'Etudes Politiques i Paris och St Antony's College vid Oxford University. 1970 grundade han European Consortium for Political Research och var dess direktör i tio år därefter. Bland hans akademiska gärningar fanns bidrag till teorin om partisystem, jämförelser av olika staters verkställande och lagstiftande makter, samt utredningar av förhållandet mellan politiska partier och regeringar.
Förutom att han tilldelades flera hedersdoktorat, utsgås Blondel till ledamot av Kungliga Vetenskapsakademien och Academia Europaea. 2004 vann han Skytteanska priset.